# 2008년 대한민국
이 문서는 2008년 대한민국에서 일어난 사건을 다룬다.

## 재임자
제6공화국 (이명박 정부)
- 대통령 : 노무현 (~2월 24일), 이명박 (2월 25일~)
- 국무총리 : 한덕수 (~2월 24일), 한승수 (2월 29일~)